# Макгрегор, Каллум
Ка́ллум Уи́льям Макгре́гор (англ. Callum William McGregor; род. 14 июня 1993, Глазго) — шотландский футболист, полузащитник клуба «Селтик» и сборной Шотландии. Участник двух чемпионатов Европы 2020 и 2024 годов.

## Клубная карьера
Макгрегор — воспитанник клуба «Селтик» из своего родного города. Он громко заявил о себе сделав хет-трик в молодёжном Кубке Шотландии против «Куин оф зе Саут». Летом 2013 года для получения игровой практики Каллум на правах аренды перешёл в английский «Ноттс Каунти». 10 августа в матче против «Питерборо Юнайтед» Макгрегор дебютировал в первой лиге Англии. 14 сентября в поединке против «Милтон Кейнес» он забил свой первый гол за «Каунти».
Летом 2014 года Каллум вернулся в «Селтик». 15 июля в матче квалификационного турнира Лиги чемпионов против исландского «Рейкьявика» он дебютировал за «кельтов», забив единственный гол в противостоянии. В отборочном турнире Магрегор также поразил ворота польской «Легии» и словенского «Марибора». 13 августа в матче против «Сент-Джонстона» он дебютировал в шотландском Премьершипе. В этом же поединке он забил свой первый гол за «кельтов». В 2015 году Каллум помог команде выиграть чемпионат, а затем ещё дважды повторил данное достижение в следующих двух сезонах.
31 октября 2017 года в матче Лиги чемпионов против немецкой «Баварии» он забил гол. 15 февраля 2018 года в поединке Лиги Европы против санкт-петербургского «Зенита» Макгрегор забил победный гол.

## Международная карьера
9 ноября 2017 года в товарищеском матче против сборной Нидерландов Макгрегор дебютировал за сборную Шотландии.  
В 2021 году Макгрегор принял участие в чемпионате Европы. На турнире он сыграл в матчах против сборных Чехии, Англии и Хорватии. В поединке против хорватов Каллум забил свой первый гол за национальную команду.
В 2024 году Макгрегор во второй раз принял участие в чемпионате Европы  в Германии. На турнире он сыграл в матчах против сборных Германии, Швейцарии и Венгрии. 

### Голы за сборную Шотландии
| # | Дата         | Место                           | Противник | Счёт | Результат | Соревнование                                    |
| - | ------------ | ------------------------------- | --------- | ---- | --------- | ----------------------------------------------- |
| 1 | 22 июня 2021 | Хэмпден Парк, Глазго, Шотландия | Хорватия  | 1:1  | 3:1       | Чемпионат Европы 2020                           |
| 2 | 1 июня 2022  | Хэмпден Парк, Глазго, Шотландия | Украина   | 1:2  | 1:3       | Чемпионат мира 2022 квалицикация стыковые матчи |
| 3 | 20 июня 2023 | Хэмпден Парк, Глазго, Шотландия | Грузия    | 1:0  | 2:0       | Чемпионат Европы 2024 квалификация              |

## Достижения

### «Селтик»
- Чемпион Шотландии (9): 2014/15, 2015/16, 2016/17, 2017/18, 2018/19, 2019/20, 2021/22, 2022/23, 2023/24
- Обладатель Кубка Шотландии (6): 2016/17, 2017/18, 2018/19, 2019/20, 2022/23, 2023/24
- Обладатель Кубка шотландской лиги (7): 2016/17, 2017/18, 2018/19, 2019/20, 2021/22, 2022/23